# Civitella d'Agliano
Civitella d'Agliano es una localidad y comune italiana de la provincia de Viterbo, región de Lacio, con 1.717 habitantes.

## Evolución demográfica
| Gráfica de evolución demográfica de Civitella d'Agliano entre 1861 y 2001 |
|                                                                           |
| Fuente ISTAT - elaboración gráfica de Wikipedia                           |